# Prall's Island
Prall's Island est une île inhabitée du détroit de Arthur Kill entre Staten Island (ville de New York dans l'État du même nom), et Linden (New Jersey) aux États-Unis. L'île fait partie de Staten Island, l'un des arrondissements de New York.

## Géographie

Carte de l'île.

L'île a une superficie de 0,36 km2.

## Histoire
L'île est nommée d'après des descendants des premiers colons de Staten Island Arendt Jansen Prall Van Naarden (né vers 1647-1725) ; probablement son petit-fils Abraham Prall (1706–1775) un fermier local. Elle portait à l'origine le nom de Dongan’s Island, d'après le nom de l'ancien gouverneur de New York Thomas Dongan (1634–1715), qui est entré en fonction en 1688. Le nom fut par la suite corrompu en Duncan’s Island. Prall’s Island ne fut pas stabilisé avant le XIXe siècle. L'île est maintenant la propriété de la ville de New York et est entretenue par le New York City Department of Parks and Recreation qui en a fait un sanctuaire pour les oiseaux.

### Webographie
- « Prall's Island - Historical Sign », sur New York City Department of Parks and Recreation